# Marcelo Espina
Marcelo Fabián Espina Barrano (Buenos Aires, Argentina, 28 de abril de 1967) es un exfutbolista, entrenador, director deportivo y comentarista deportivo argentino. Jugaba como enganche y actualmente trabaja en ESPN.
Es considerado un ídolo tanto en Platense como en Colo-Colo,además, en ambos clubes fue jugador y entrenador.
En junio de 2018, es contratado por Colo-Colo para asumir la Dirección Deportiva del club.
El propio Marcelo escribió en sus redes sociales «Orgulloso de aceptar este nuevo desafío en mi vida e inmensamente feliz de volver a casa».
Actualmente es comentarista en ESPN, y se mantiene como panelista de los diferentes programas de dicha señal.

## Trayectoria

### Como jugador

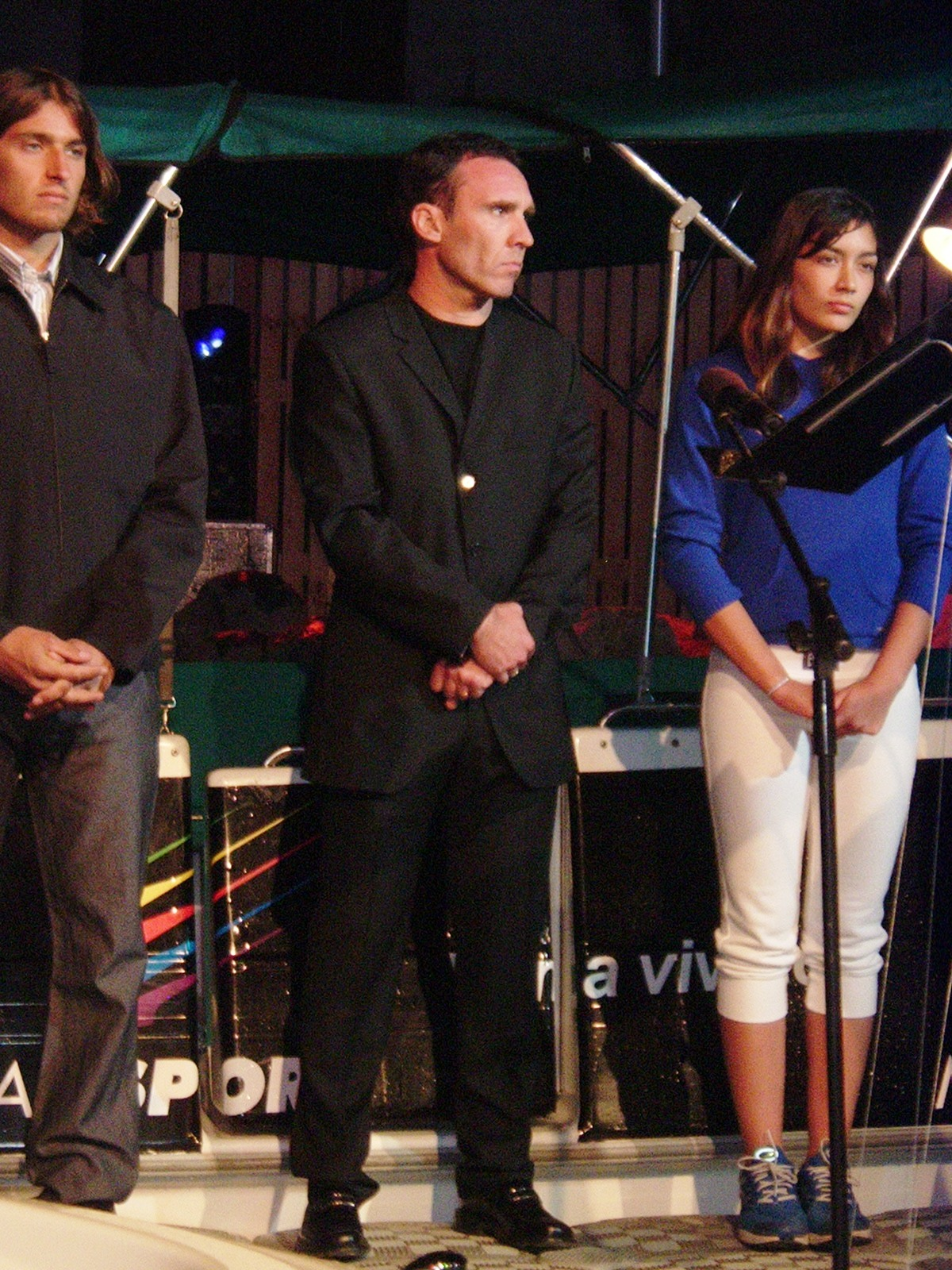
En 2004 durante una ceremonia publicitaria.

Debutó como profesional en Platense el 28 de septiembre de 1983. Ahí se convirtió en ídolo, defendiendo la camiseta entre 1983 y 1989, para luego completar una segunda etapa entre 1993 y 1995. Fueron 180 partidos y 45 goles en la camiseta que lo vio nacer, llegando incluso a convertirse en el máximo anotador del Torneo de Clausura 1994 con 11 conquistas, junto a Hernán Crespo.
En Platense ganó la Liguilla Pre-Libertadores Clasificación 1988/89, en una final a tres partidos ante Boca Juniors, en el tercer partido se consagró campeón. Ese mismo año, Platense jugó prácticamente sin oportunidades de mantener la Primera División, ante River Plate en el Monumental. El equipo Calamar necesitaba ganar, y que Rosario Central evitara que Temperley lo hiciera. Temperley ganaba 2-1 sobre el final del juego, y Platense era derrotado por 3 a 0. Hasta que el equipo rosarino le empató el partido al Gasolero. Pero River seguía ganando, hasta que Américo Gallego cometió una mano en su área, cobrándose penal que terminó en gol de Platense, manteniendo aún sus posibilidades. Sobre la hora, Miguel Ángel Gambier, autor de los 2 primeros goles, marcó el tercero para el marrón, que forzó un desempate ante Temperley por no descender, el que acabaría ganando.
Tras su primer periodo en Platense, Espina emigró al Irapuato FC de México, donde militó en la temporada 1990-1991. La siguiente campaña la cumplió en Atlante, totalizando 23 goles en toda su estadía en el fútbol azteca.
En su regreso a Argentina fichó por Lanús para la temporada 1992-1993, pero solo duró una campaña antes de retornar a Platense. Tan bueno fue su retorno que Daniel Passarella lo consideró para la selección de fútbol de Argentina, debutando ante Chile en 1994. Totalizó 15 partidos internacionales entre 1994 y 1996, llegando a capitanear a la albiceleste en la Copa América 1995 y la Copa Rey Fahd de ese mismo año.
El mediocampista llegó a Colo-Colo en 1995 por una suma cercana al millón de dólares, una transacción de lujo que rápidamente le trajo provechos al equipo albo. Con el estratega paraguayo Gustavo Benítez en la banca, Espina empujó en la cancha para la conquista de la Copa Chile 1996 y el Torneo Nacional del mismo año. En 1997 se impusieron en el Torneo Clausura y el 1998 celebraron el tercer título.
La estadía de Espina en el Cacique estuvo interrumpida con su partida al Racing de Santander español. Durante la campaña 1999-2000 en España, jugó 35 partidos y marcó 2 goles. En su regreso, el capitán de los albos celebró su quinto trofeo en el Torneo de Clausura 2002, con Jaime Pizarro en la banca. Los cinco títulos que obtuvo fueron con Colo-Colo. Para su despedida del fútbol profesional, se realizó un amistoso entre Platense y Colo-Colo el 12 de noviembre de 2004, en el Estadio Monumental de Chile.

#### Participaciones con la selección Argentina
| Copa               | Sede           | Resultado        |
| ------------------ | -------------- | ---------------- |
| Copa América 1995  | Uruguay        | Cuartos de final |
| Copa Rey Fahd 1995 | Arabia Saudita | Subcampeón       |

### Como entrenador
Debutó con Colo-Colo, club que lo contrató para la temporada 2005. Con el equipo albo no obtuvo buenos resultados en el Torneo de Apertura 2005, y es destituido de su cargo tras quedar eliminado frente a Huachipato en cuartos de final en los play-offs. Para el año 2006 es contratado por el Everton de Viña del Mar, equipo con el que sostiene una campaña irregular, y es destituido entrado el Torneo de Clausura 2006. A mediados de 2007 es contratado por la Unión Española, con la que no clasifica a los play-offs del Torneo de Clausura 2007, pero aun así es ratificado para la temporada 2008. En el Torneo de Apertura 2008 logró estar puntero con la Unión Española las primeras fechas, pero después volvieron los malos resultados, siendo despedido. Desde septiembre de 2009, tras los malos resultados de Alberto Pascutti como DT, asume interinamente, y tras dos partidos dirigidos, es confirmado como el nuevo entrenador de Platense. Después de dejar el puesto recala en el Club Atlético Acassuso de la Tercera División de Argentina para la temporada 2011-2012.

## Estadísticas

### Como jugador
| Club                         | Div           | Temporada     | Liga  | Liga  | Liga   | Copas nacionales | Copas nacionales | Copas nacionales | Torneos internacionales | Torneos internacionales | Torneos internacionales | Total | Total | Total  | Media Goleadora |
| Club                         | Div           | Temporada     | Part. | Goles | Asist. | Part.            | Goles            | Asist.           | Part.                   | Goles                   | Asist.                  | Part. | Goles | Asist. | Media Goleadora |
| ---------------------------- | ------------- | ------------- | ----- | ----- | ------ | ---------------- | ---------------- | ---------------- | ----------------------- | ----------------------- | ----------------------- | ----- | ----- | ------ | --------------- |
| Platense Argentina           | 1.ª           | 1986-87       | 9     | 0     | 1      | —                | —                | —                | —                       | —                       | —                       | 9     | 0     | 1      | 0.00            |
| Platense Argentina           | 1.ª           | 1987-88       | 36    | 10    | 3      | 7                | 0                | 2                | —                       | —                       | —                       | 43    | 10    | 5      | 0.23            |
| Platense Argentina           | 1.ª           | 1988-89       | 35    | 5     | 3      | 2                | 0                | 0                | —                       | —                       | —                       | 37    | 5     | 3      | 0.14            |
| Platense Argentina           | 1.ª           | 1989-90       | 36    | 9     | 5      | —                | —                | —                | —                       | —                       | —                       | 36    | 9     | 5      | 0.25            |
| Irapuato · México            | 1.ª           | 1990-91       | 33    | 5     | 6      | —                | —                | —                | —                       | —                       | —                       | 33    | 5     | 6      | 0.15            |
| Irapuato · México            | Total club    | Total club    | 33    | 5     | 6      | 0                | 0                | 0                | 0                       | 0                       | 0                       | 33    | 5     | 6      | 0.15            |
| Atlante · México             | 1.ª           | 1991-92       | 35    | 8     | 10     | —                | —                | —                | —                       | —                       | —                       | 35    | 8     | 10     | 0.23            |
| Atlante · México             | Total club    | Total club    | 35    | 8     | 10     | 0                | 0                | 0                | 0                       | 0                       | 0                       | 35    | 8     | 10     | 0.23            |
| Lanús Argentina              | 1.ª           | AP 1992       | 16    | 1     | 3      | —                | —                | —                | —                       | —                       | —                       | 16    | 1     | 3      | 0.06            |
| Lanús Argentina              | Total club    | Total club    | 16    | 1     | 3      | 0                | 0                | 0                | 0                       | 0                       | 0                       | 16    | 1     | 3      | 0.06            |
| Platense Argentina           | 1.ª           | AP 1993       | 17    | 4     | 5      | —                | —                | —                | —                       | —                       | —                       | 17    | 4     | 5      | 0.24            |
| Platense Argentina           | 1.ª           | CL 1994       | 19    | 11    | 3      | —                | —                | —                | —                       | —                       | —                       | 19    | 11    | 3      | 0.58            |
| Platense Argentina           | 1.ª           | AP 1994       | 19    | 6     | 2      | —                | —                | —                | —                       | —                       | —                       | 19    | 6     | 2      | 0.32            |
| Platense Argentina           | Total club    | Total club    | 171   | 45    | 22     | 9                | 0                | 2                | 0                       | 0                       | 0                       | 180   | 45    | 24     | 0.25            |
| Colo-Colo · Chile            | 1.ª           | 1995          | 27    | 11    | 5      | 11               | 3                | 0                | 2                       | 0                       | 0                       | 40    | 14    | 5      | 0.35            |
| Colo-Colo · Chile            | 1.ª           | 1996          | 29    | 7     | 4      | 12               | 2                | 1                | 6                       | 1                       | 5                       | 47    | 10    | 10     | 0.21            |
| Colo-Colo · Chile            | 1.ª           | AP 1997       | 15    | 3     | 2      | —                | —                | —                | 11                      | 1                       | 4                       | 26    | 4     | 6      | 0.15            |
| Colo-Colo · Chile            | 1.ª           | CL 1997       | 13    | 4     | 4      | —                | —                | —                | 7                       | 2                       | 2                       | 20    | 6     | 6      | 0.3             |
| Colo-Colo · Chile            | 1.ª           | 1998          | 29    | 8     | 8      | 2                | 0                | 0                | 12                      | 2                       | 2                       | 43    | 10    | 10     | 0.23            |
| Colo-Colo · Chile            | 1.ª           | 1999          | 14    | 2     | 3      | —                | —                | —                | 7                       | 0                       | 1                       | 21    | 2     | 4      | 0.1             |
| Racing de Santander · España | 1.ª           | 1999-00       | 36    | 2     | 3      | 4                | 0                | 0                | —                       | —                       | —                       | 40    | 2     | 3      | 0.05            |
| Racing de Santander · España | 1.ª           | 2000-01       | 35    | 2     | 3      | 3                | 0                | 0                | —                       | —                       | —                       | 38    | 2     | 3      | 0.05            |
| Racing de Santander · España | Total club    | Total club    | 71    | 4     | 6      | 7                | 0                | 0                | 0                       | 0                       | 0                       | 78    | 4     | 6      | 0.05            |
| Colo-Colo · Chile            | 1.ª           | 2001          | 13    | 2     | 1      | —                | —                | —                | 4                       | 0                       | 0                       | 17    | 2     | 1      | 0.12            |
| Colo-Colo · Chile            | 1.ª           | AP 2002       | 21    | 6     | 3      | —                | —                | —                | —                       | —                       | —                       | 21    | 6     | 3      | 0.29            |
| Colo-Colo · Chile            | 1.ª           | CL 2002       | 20    | 6     | 6      | —                | —                | —                | —                       | —                       | —                       | 20    | 6     | 6      | 0.3             |
| Colo-Colo · Chile            | 1.ª           | AP 2003       | 20    | 5     | 7      | —                | —                | —                | 5                       | 3                       | 1                       | 25    | 8     | 8      | 0.32            |
| Colo-Colo · Chile            | 1.ª           | CL 2003       | 23    | 6     | 6      | —                | —                | —                | —                       | —                       | —                       | 23    | 6     | 6      | 0.26            |
| Colo-Colo · Chile            | 1.ª           | AP 2004       | 18    | 7     | 1      | 1                | 0                | 0                | 6                       | 0                       | 2                       | 25    | 7     | 3      | 0.28            |
| Colo-Colo · Chile            | Total club    | Total club    | 242   | 67    | 50     | 26               | 5                | 1                | 60                      | 9                       | 17                      | 328   | 81    | 68     | 0.25            |
| Total carrera                | Total carrera | Total carrera | 568   | 130   | 97     | 42               | 5                | 3                | 60                      | 9                       | 17                      | 670   | 144   | 117    | 0.21            |

### Como entrenador
| Club                 | País                 | Año                  | PJ  | PG | PE | PP | GF  | GC  | DG  | EF%    |
| -------------------- | -------------------- | -------------------- | --- | -- | -- | -- | --- | --- | --- | ------ |
| Colo-Colo            | Chile                | 2005                 | 23  | 9  | 7  | 7  | 36  | 31  | +5  | 49.28% |
| Everton              | Chile                | 2006                 | 25  | 6  | 8  | 11 | 26  | 38  | -12 | 34.67% |
| Unión Española       | Chile                | 2007-2008            | 39  | 11 | 8  | 20 | 46  | 63  | -17 | 35.04% |
| Platense             | Argentina            | 2010                 | 15  | 5  | 7  | 3  | 12  | 8   | +4  | 48.89% |
| Acassuso             | Argentina            | 2011-2012            | 45  | 18 | 11 | 16 | 51  | 53  | -2  | 48.15% |
| Platense             | Argentina            | 2012-2013            | 25  | 11 | 6  | 8  | 23  | 21  | +2  | 52%    |
| Platense             | Argentina            | Total en Platense    | 40  | 16 | 13 | 11 | 35  | 29  | +6  | 50.83% |
| Total en sus equipos | Total en sus equipos | Total en sus equipos | 172 | 60 | 47 | 65 | 194 | 214 | -20 | 43.99% |

## Palmarés

### Como jugador

#### Campeonatos nacionales
| Título           | Equipo    | País  | Año    |
| ---------------- | --------- | ----- | ------ |
| Copa Chile       | Colo-Colo | Chile | 1996   |
| Primera División | Colo-Colo | Chile | 1996   |
| Primera División | Colo-Colo | Chile | C-1997 |
| Primera División | Colo-Colo | Chile | 1998   |
| Primera División | Colo-Colo | Chile | C-2002 |

### Capitán de Colo-Colo
| Predecesor: Ivo Basay        | Capitán de Colo-Colo 1998-1999 | Sucesor: Marcelo Ramírez |
| Predecesor: José Luis Sierra | Capitán de Colo-Colo 2002-2004 | Sucesor: Miguel Ramírez  |